# کودا ناساکیرالی
کودا ناساکیرالی (گرجی: ქვედა ნასაკირალი) یک روستا در شهرداری ازورگتی ناحیه گوریا در غرب گرجستان است.